# Sui yuet san tau
Sui yuet san tau é um filme de drama hong-konguês de 2010 dirigido e escrito por Alex Law Kai-Yui. Foi selecionado como representante de Hong Kong à edição do Oscar 2011, organizada pela Academia de Artes e Ciências Cinematográficas.

## Elenco
- Simon Yam - Sr. Law
- Sandra Ng - Sra. Law
- Aarif Lee - Desmond Law
- Buzz Chung - Law Chun-yi
- Evelyn Choi - Flora Lau